# Sesia yezoensis
Sesia yezoensis is een vlinder uit de familie wespvlinders (Sesiidae), onderfamilie Sesiinae.
Sesia yezoensis is voor het eerst wetenschappelijk beschreven door Hampson in 1919. De soort komt voor in het Palearctisch gebied.